# La moda (opera)
La moda, ossia Gli scompigli domestici è un'opera in due atti di Antonio Salieri, su libretto di Pietro Cipretti. La prima rappresentazione ebbe luogo a Vienna nel 1771.

## Trama
La vicenda si svolge a Venezia.

### Atto I
Cleone non sopporta più la vita libera, disubbidiente e scandalosa della moglie Ortensia, di famiglia povera ma che si vanta di ascendenze nobili. Cleone cerca inutilmente l'aiuto del fratello di Ortensia, il Conte Della Quaglia, il quale però non pensa che a sfruttare le ricchezze di Cleone e gli risponde che lo stile di Ortensia è la «gran moda d'oggi giorno», e il divertimento è necessario.
Cleone vorrebbe scacciare un corteggiatore di Ortensia, il ballerino Pirolè che si spaccia per conte, e scopre che quest'ultimo a Londra ha fatto promesse di matrimonio a Lauretta, ballerina e vecchia conoscenza dello stesso Cleone.

### Atto II
Lauretta si finge gran dama francese ospite in casa di Cleone. Quando Ortensia e Pirolè la vanno a riverire, Lauretta svela la vera identità di Pirolè, provocando l'ira di Ortensia. Nello stesso momento la cameriera Giacinta reca un ordine della Curia che concede il divorzio a Cleone. 

### Atto III
Cleone e Lauretta cedono alle suppliche di Ortensia e Pirolè, e nelle due coppie ritorna la serenità. Tutti convengono che la «moda d'oggidì» è responsabile della confusione che regna nel mondo.